# Laslo Đere
Laslo Đere (in serbo Ласло Ђере?; Senta, 2 giugno 1995) è un tennista serbo di origini ungheresi.
È uno specialista della terra battuta, superficie su cui ha disputato quasi tutte le sue finali da professionista. In singolare ha vinto tre titoli del circuito maggiore, tra cui l’ATP 500 di Rio nel 2019 e diversi altri nei circuiti minori. Il suo miglior ranking ATP è la 27ª posizione del giugno 2019. Ha esordito nella squadra serba di Coppa Davis nel 2017. È stato il nº 3 nella classifica mondiale juniores.

## Carriera

### Tra gli juniores
Fa il suo esordio nell'ITF Junior Circuit nel 2010 e ad agosto vince il primo titolo in singolare in un torneo di Grade 4 a Mostar. Il mese successivo fa parte della squadra serba di Coppa Davis Junior che si classifica al 10º posto nella fase finale. L'anno successivo vince al Grade 3 di Sochi il secondo titolo in singolare e il primo in doppio. Nel maggio 2012 arriva il primo risultato di rilievo in un Grade A con i quarti di finale raggiunti in singolare al Trofeo Bonfiglio. A dicembre perde la finale al Grade 1 di Bradenton e la settimana successiva vince il suo unico torneo di Grade A al prestigioso Orange Bowl, sconfiggendo in finale Elias Ymer. Nel maggio 2013 perde la finale contro Alexander Zverev al Trofeo Bonfiglio e sale al 3º posto mondiale. Al penultimo torneo giocato fra gli juniores raggiunge i quarti di finale in singolare al torneo di Wimbledon, il suo miglior risultato in una prova del Grande Slam. Chiude l'esperienza nell'agosto 2013 dopo aver conquistato 5 titoli in singolare e 2 in doppio.

### 2011–2014: inizi da professionista, debutto ATP e primi titoli ITF
Fa le sue prime esperienze tra i professionisti nel 2011 e 2012 giocando nei tornei Futures e nel settembre 2012, al quinto torneo disputato raggiunge la finale all'ITF Serbia F12. Nel luglio 2013 alza il primo trofeo da professionista aggiudicandosi il Serbia F6 a Kikinda, battendo in finale Teodor-Dacian Crăciun, e si impone anche al successivo Serbia F7 a Zlatibor. A settembre fa il suo debutto sia nel circuito Challenger a Banja Luka che nel circuito ATP a Bangkok, in entrambi i tornei entra nel tabellone principale con una wild card ed esce di scena al primo turno. Nel 2014 vince 4 tornei Futures e viene eliminato nelle qualificazioni nei 2 Challengers giocati in stagione.

### 2015: prima finale Challenger e 170º nel ranking
All'inizio del 2015 disputa la sua prima semifinale Challenger a Casablanca, persa contro lo spagnolo Javier Martí, e subito dopo vince un altro torneo Futures. Nelle qualificazioni dell'ATP 500 di Dubai supera al primo turno il nº 86 ATP Jürgen Melzer, il primo top 100 sconfitto in carriera, e perde il match successivo contro Lucas Pouille. Fa la sua prima esperienza in una prova del Grande Slam alle qualificazioni del Roland Garros e perde al primo turno contro Nikoloz Basilašvili. A giugno raggiunge la prima finale Challenger in carriera al Czech Open, elimina tra gli altri il nº 36 del mondo Martin Kližan e viene sconfitto da Jiří Veselý, risultato con cui esordisce nella top 200, al 182º posto. Supera per la prima volta le qualificazioni in un torneo ATP a Umago e viene subito eliminato da Dušan Lajović. Esce al primo turno di qualificazione anche agli US Open. Consegue alcuni buoni risultati nei Challenger e a novembre sale al 170º posto mondiale.

### 2016: debutto in un torneo del Grande Slam
All'inizio del 2016 perde diverse posizioni nel ranking, a febbraio vince il Futures Tunisia F6 e ad aprile si riporta a ridosso della top 200 con la semifinale raggiunta all'ATP Challenger Torino. A maggio supera per la prima volta le qualificazioni in una prova del Grande Slam al Roland Garros, e perde al primo turno in tre set da Jordan Thompson. A giugno e a luglio perde due finali Challenger a Milano e a Cortina e a novembre torna al 170º posto ATP

### 2017: prima semifinale ATP, primo titolo Challenger, esordio in Davis e top 100
Nei primi mesi del 20i7 l'unico risultato positivo è il successo al Croatia F4, nel suo ultimo torneo Futures disputato in carriera. Si riscatta ad aprile vincendo il primo incontro in un tabellone principale ATP a Marrakech contro Martin Kližan e viene eliminato al secondo turno da Albert Ramos Viñolas. Al successivo torneo ATP di Budapest raggiunge la sua prima semifinale ATP dopo aver sconfitto giocatori del calibro di Daniil Medvedev, Viktor Troicki e Fernando Verdasco, prima di essere eliminato da Aljaž Bedene, risultato con cui sale al 153º posto mondiale. Continua l'ascesa raggiungendo i quarti al successivo ATP di Istanbul, e si ritira durante il match contro Viktor Troicki.
Eliminato nelle qualificazioni al Roland Garros, a giugno perde le finali Challenger di Vicenza e Poprad. Dopo 5 finali perse, vince il primo titolo Challenger in luglio agli Internazionali di Tennis Città di Perugia superando in finale Daniel Muñoz de la Nava per 7-6, 6-4. Raggiunge la finale anche alla successiva San Benedetto Tennis Cup, viene sconfitto da Matteo Berrettini ed entra per la prima volta nella top 100, alla 91ª posizione. La sua grande stagione viene coronata a settembre con l'esordio nella squadra serba di Coppa Davis in occasione della semifinale persa 3-1 in Francia, nella quale gioca solo un singolare e cede in 3 set a Jo-Wilfried Tsonga. Di rilievo verso fine stagione il suo primo match ATP vinto sul cemento a Mosca e la finale persa all'Almaty Challenger, grazie alla quale chiude la stagione con il nuovo best ranking all'88ª posizione.

### 2018: due semifinali ATP, un titolo Challenger e 83º nel ranking
A gennaio 2018 debutta nel tabellone principale agli Australian Open e viene eliminato al primo turno da Ivo Karlović. Anche in questo inizio di stagione non consegue risultati positivi ed esce dalla top 100. Si riprende a maggio raggiungendo la semifinale all'ATP di Istanbul e la finale al Challenger di Roma; rientra nella top 100 il mese successivo dopo la finale persa al Challenger di Prostějov. A luglio si aggiudica il secondo titolo Challenger superando in finale Gianluca Mager a Milano. Raggiunge quindi i quarti all'ATP di Umago  e la semifinale a Gstaad, incontri persi rispettivamente contro Marco Cecchinato e Roberto Bautista Agut. Agli US Open ottiene la sua prima vittoria in un tabellone principale del Grande Slam approfittando del ritiro di Leonardo Mayer, prima di essere eliminato da Richard Gasquet al secondo turno. Subito dopo vince il suo primo match anche in Coppa Davis sconfiggendo Ramkumar Ramanathan. Il 24 settembre 2018, dopo aver raggiunto la semifinale al Sibiu Open, porta il best ranking all'83ª posizione mondiale.

### 2019: primo titolo ATP, terzo turno all'Open di Francia, top 30
Nel febbraio 2019 disputa la sua prima finale del circuito maggiore all'ATP 500 di Rio de Janeiro; al primo turno concede solo 6 giochi al nº 8 del mondo Dominic Thiem, primo top 10 sconfitto in carriera, non perde alcun set in tutto il torneo e conquista il primo titolo ATP battendo in finale l'emergente Felix Auger-Alassime per 6-3, 7-5. Guadagna 53 posizioni in classifica e sale alla 37ª. Continua a salire in classifica con la semifinale al successivo ATP 250 di São Paulo, il terzo turno a Indian Wells, dove vince il primo incontro in un Masters 1000, e con la semifinale a Budapest, con la quale porta il best ranking alla 29ª posizione mondiale. Si spinge fino al terzo turno anche a] Masters di Madrid battendo il nº 8 del mondo Juan Martín del Potro e viene eliminato da Marin Čilić.
Raggiunge per la prima volta il terzo turno in uno Slam al Roland Garros con i successi su Albert Ramos Viñolas e Alexei Popyrin, viene sconfitto per 6-8 al quinto set da Kei Nishikori e porta il best ranking al 27º posto. Vince il suo primo incontro in carriera a Wimbledon ed esce di scena al secondo turno. Si spinge fino alla semifinale a Umago e perde a sorpresa contro il nº 207 ATP Attila Balazs. Conferma la sua scarsa familiarità con i campi in cemento con l'eliminazione al primo turno negli ultimi 5 tornei stagionali – tra cui gli US Open – disputati su tale superficie. Conclude il 2019 alla 38ª posizione.

### 2020: secondo titolo ATP
All'inizio del 2020 esce al secondo turno a Doha e ad Adelaide, mentre viene di nuovo sconfitto al turno di esordio agli Australian Open. Torna a disputare una semifinale a Córdoba e perde in 3 set contro il nº 14 ATP Diego Schwartzman. Dopo la lunga pausa del tennis mondiale dovuta al COVID-19 scende oltre l'80º posto del ranking. A settembre si prende la rivincita su Schwartzman nei quarti di finale a Kitzbühel e cede in semifinale a Yannick Hanfmann al tie-break del set decisivo. Il 18 ottobre conquista il secondo titolo ATP in carriera al Sardegna Open, elimina tra gli altri il nº 24 del mondo Dušan Lajović e supera in finale Marco Cecchinato con il punteggio di 7-6, 7-5, risalendo alla 53ª posizione.

### 2021: terzo turno agli Open di Francia, terza finale ATP
All'Australian Open 2021 raccoglie appena 8 game al primo turno contro Rafael Nadal. Successivamente non riesce a spingersi oltre i quarti di finale né a Buenos Aires, sconfitto da Miomir Kecmanović, né a Santiago fermato da Facundo Bagnis. Esce al secondo turno nei successivi tornei su cemento di Acapulco e Miami. Torna al Sardegna Open 2021 da campione in carica e conferma le ottime prestazioni della stagione precedente raggiungendo la terza finale ATP in carriera con il successo in 3 set nei quarti contro Lorenzo Musetti e lasciando appena 2 giochi al nº 37 ATP Nikoloz Basilašvili in semifinale. In finale viene sconfitto dalla testa di serie nº 3 Lorenzo Sonego con il punteggio di 6-2, 6-7 4-6.
Torna a mettersi in luce raggiungendo i quarti a Ginevra e il terzo turno al Roland Garros. A luglio perde due semifinali consecutive all'ATP 500 di Amburgo e a Gstaad, rispettivamente contro Filip Krajinović e Hugo Gaston. Sconfigge nuovamente Musetti sul cemento di Nur-Sultan ed esce di scena nei quarti. Vince un solo incontro negli ultimi 5 tornei stagionali e chiude la stagione al 52º posto.

### 2022: quarta finale ATP
Dopo i quarti di finale raggiunti all'esordio stagionale all'Adelaide 1, vince un solo match nei 6 tornei successivi e si riprende ad aprile raggiungendo la semifinale a Marrakech, persa contro Alex Molčan. Vince i primi incontri in carriera a Monte Carlo e viene sconfitto al terzo turno. Non supera il secondo turno a Roma e al Roland Garros, mentre negli ultimi tornei su terra battuta non va oltre i quarti di finale a Båstad. Sceso all'89ª posizione nel ranking, inizia la tournée americana a Winston-Salem e raggiunge la sua prima finale ATP sul cemento; elimina tra gli altri David Goffin e João Sousa e viene sconfitto da Adrian Mannarino per 6-7, 4-6, risalendo alla 64ª posizione. Non ottiene risultati di rilievo negli ultimi tornei stagionali, ma torna a giocare in Davis dopo oltre 4 anni con un bilancio di una vittoria e una sconfitta nella fase a gironi, e la Serbia viene eliminata.

### 2023: una finale ATP
Al suo secondo torneo stagionale sconfigge il nº 3 del mondo Casper Ruud a Auckland e viene eliminato nei quarti da Constant Lestienne. Vince il suo primo incontro in carriera agli Australian Open contro Zizou Bergs e raccoglie solo 5 giochi contro Grigor Dimitrov. Il miglior risultato nei tornei sudamericani su terra battuta sono i quarti raggiunti a Santiago, mentre vince in totale un solo incontro nei primi due Masters 1000 della stagione. All'ATP di Banja Luka batte il nº 21 del mondo Borna Ćorić ed esce nei quarti per mano di Molcan. Sconfitto in finale al Challenger 175 di Cagliari, si spinge per la prima volta fino al quarto turno in un Masters 1000 agli Internazionali d'Italia e Ruud si prende la rivincita lasciandogli solo 4 giochi. Esce al primo turno al Roland Garros e raggiunge per la prima volta il terzo turno a Wimbledon, dove viene eliminato da Stefanos Tsitsipas dopo i successi su Maxime Cressy e Ben Shelton.
Disputa la sua seconda finale in carriera in un torneo ATP 500 ad Amburgo, al primo turno ha la meglio su Tomás Martín Etcheverry, una delle rivelazioni al Roland Garros, nei quarti sconfigge in due set il campione uscente Lorenzo Musetti e in finale cede ad Alexander Zverev con il punteggio di 5-7, 3-6. Il buon momento continua raggiungendo la semifinale a Kitzbühel e i quarti di finale a Winston-Salem. Sfiora l'impresa al terzo turno degli US Open, vince i primi due set contro il nº 2 del mondo Djokovic e raccoglie solo cinque giochi nei tre parziali successivi. Vince due dei tre match giocati nella fase a gironi delle Finals di Coppa Davis e la Serbia accede ai quarti di finale. Perde in semifinale allo Stockholm Open e chiude la stagione al 33º posto mondiale.

### 2024-2025: discesa nel ranking, terzo titolo ATP e rientro nella top 100
A inizio 2024 vince in totale tre soli incontri nei primi nove tornei stagionali. Consegue poi alcuni discreti risultati nei Challenger e continua a stentare nei tornei ATP. Ad agosto esce dalla top 100, a novembre scende al 141º posto mondiale e risale con la semifinale raggiunta all'ultimo impegno stagionale al Belgrade Open, persa contro Hamad Međedović. Dopo gli incerti risultati nei primi tornei del 2025, torna in evidenza raggiungendo la semifinale all'Argentina Open, dopo aver superato le qualificazioni elimina tra gli altri il nº 27 ATP Alejandro Tabilo e Thiago Seyboth Wild e cede in tre set all'emergente João Fonseca, che vincerà il torneo. Vince al successivo Chile Open il suo terzo titolo ATP in carriera, dopo i successi su Pedro Martinez e in semifinale sul nº 27 del mondo Francisco Cerúndolo, sconfigge in finale il campione in carica Sebastián Báez nella sua 150ª vittoria nel circuito maggiore. Guadagna 30 posti in classifica ATP e torna nella top 100, alla 73ª posizione.

## Statistiche

### Singolare

#### Vittorie (3)
| Legenda              |
| Grande Slam (0)      |
| ATP Finals (0)       |
| ATP Masters 1000 (0) |
| ATP Tour 500 (1)     |
| ATP Tour 250 (2)     |

| N. | Data             | Torneo                                  | Superficie  | Avversario in finale  | Punteggio     |
| 1. | 24 febbraio 2019 | Rio Open, Rio de Janeiro                | Terra rossa | Félix Auger-Aliassime | 6–3, 7–5      |
| 2. | 18 ottobre 2020  | Sardegna Open, Santa Margherita di Pula | Terra rossa | Marco Cecchinato      | 7–6(3), 7–5   |
| 3. | 2 marzo 2025     | Chile Open, Santiago del Cile           | Terra rossa | Sebastián Báez        | 6–4, 3–6, 7–5 |

#### Finali perse (3)
| Legenda              |
| Grande Slam (0)      |
| ATP Finals (0)       |
| ATP Masters 1000 (0) |
| ATP Tour 500 (1)     |
| ATP Tour 250 (2)     |

| N. | Data           | Torneo                            | Superficie  | Avversario in finale | Punteggio        |
| 1. | 11 aprile 2021 | Sardegna Open, Cagliari           | Terra rossa | Lorenzo Sonego       | 6–2, 6(5)–7, 4–6 |
| 2. | 27 agosto 2022 | Winston-Salem Open, Winston-Salem | Cemento     | Adrian Mannarino     | 6(1)–7, 4–6      |
| 3. | 30 luglio 2023 | Hamburg European Open, Amburgo    | Terra rossa | Alexander Zverev     | 5–7, 3–6         |

### Tornei minori

#### Singolare

##### Vittorie (11)
| Legenda tornei minori     |
| Challenger (2)            |
| ITF World Tennis Tour (9) |

| N.  | Data              | Torneo                                   | Superficie  | Avversario in finale    | Punteggio        |
| 1.  | 28 luglio 2013    | F6 Serbia, Kikinda                       | Terra rossa | Teodor-Dacian Crăciun   | 6–2, 6–1         |
| 2.  | 1 settembre 2013  | F11 Serbia, Zlatibor                     | Terra rossa | Peđa Krstin             | 7–6(0), 6–3      |
| 3.  | 11 maggio 2014    | F8 Croazia, Bol                          | Terra rossa | Mike Urbanija           | 6–1, 6–2         |
| 4.  | 18 maggio 2014    | F2 Bosnia ed Erzegovina, Prijedor        | Terra rossa | Tomislav Brkić          | 6–3, 6–2         |
| 5.  | 21 settembre 2014 | F13 Serbia, Niš                          | Terra rossa | Ivan Bjelica            | 7–6(6), 6–4      |
| 6.  | 21 dicembre 2014  | F13 Senegal, Dakar                       | Cemento     | Aldin Šetkić            | 7–5, 2–6, 6–4    |
| 7.  | 1 febbraio 2015   | F3 Egitto, Il Cairo                      | Terra rossa | Kamil Majchrzak         | 6–3, 7–5         |
| 8.  | 21 febbraio 2016  | F6 Tunisia, Hammamet                     | Terra rossa | Pascal Brunner          | 1–6, 6–1, 7–6(5) |
| 9.  | 2 aprile 2017     | F4 Croazia, Abbazia                      | Terra rossa | Zdeněk Kolář            | 7–5, 6–4         |
| 10. | 16 luglio 2017    | Internazionali Città di Perugia, Perugia | Terra rossa | Daniel Muñoz de la Nava | 7–6(2), 6–4      |
| 11. | 1 luglio 2018     | Milano ATP Challenger, Milano            | Terra rossa | Gianluca Mager          | 6–2, 6–1         |

##### Finali perse (13)
| Legenda tornei minori     |
| Challenger (9)            |
| ITF World Tennis Tour (4) |

| N.  | Data              | Torneo                                             | Superficie  | Avversario in finale | Punteggio           |
| 1.  | 16 settembre 2012 | F1 Serbia, Subotica                                | Terra rossa | Jozef Kovalík        | 6–3, 0–6, 3–6       |
| 2.  | 17 novembre 2013  | F1 Cipro, Nicosia                                  | Terra rossa | Bastian Trinker      | 5–7, 1–6            |
| 3.  | 24 novembre 2013  | F2 Cipro, Nicosia                                  | Cemento     | Michal Schmid        | 4–6, 2–6            |
| 4.  | 8 giugno 2014     | F1 Ungheria, Budapest                              | Terra rossa | Patrik Rosenholm     | 3–6, 7–5, 4–6       |
| 5.  | 7 giugno 2015     | Czech Open, Prostějov                              | Terra rossa | Jiří Veselý          | 4–6, 2–6            |
| 6.  | 26 giugno 2016    | Milano ATP Challenger, Milano                      | Terra rossa | Marco Cecchinato     | 2–6, 2–6            |
| 7.  | 7 agosto 2016     | ATP Challenger Cortina, Cortina d'Ampezzo          | Terra rossa | João Souza           | 4–6, 6(4)–7         |
| 8.  | 4 giugno 2017     | Internazionali Città di Vicenza, Vicenza           | Terra rossa | Márton Fucsovics     | 6–4, 6(7)–7, 2–6    |
| 9.  | 25 giugno 2017    | Poprad-Tatry ATP Challenger Tour, Poprad           | Terra rossa | Cedrik-Marcel Stebe  | 0–6, 3–6            |
| 10. | 23 luglio 2017    | San Benedetto Tennis Cup, San Benedetto del Tronto | Terra rossa | Matteo Berrettini    | 3–6, 4–6            |
| 11. | 8 ottobre 2017    | Almaty Challenger, Almaty                          | Terra rossa | Filip Krajinović     | 0–6, 3–6            |
| 12. | 13 maggio 2018    | Roma Open, Roma                                    | Terra rossa | Adam Pavlásek        | 6(1)–7, 7–6(9), 4–6 |
| 13. | 10 giugno 2018    | Czech Open, Prostějov                              | Terra rossa | Jaume Munar          | 1–6, 3–6            |
| 14. | 7 maggio 2023     | Sardegna Open, Cagliari                            | Terra rossa | Ugo Humbert          | 6–4, 5–7, 4–6       |

#### Doppio

##### Finali perse (1)
| Legenda tornei minori     |
| Challenger (1)            |
| ITF World Tennis Tour (0) |

| N. | Data           | Torneo                           | Superficie  | Compagno    | Avversari in finale        | Punteggio |
| 1. | 17 maggio 2015 | Samarkand Challenger, Samarcanda | Terra rossa | Peđa Krstin | Sergey Betov Michail Elgin | 4–6, 3–6  |

### Vittorie contro giocatori top 10
| Stagione | 2019 | 2020 | 2021 | 2022 | 2023 | Totale |
| -------- | ---- | ---- | ---- | ---- | ---- | ------ |
| Vittorie | 2    | 0    | 0    | 0    | 1    | 3      |

| N.   | Giocatore             | Rank | Torneo                   | Superficie  | Turno | Punteggio        |
| ---- | --------------------- | ---- | ------------------------ | ----------- | ----- | ---------------- |
| 2019 |                       |      |                          |             |       |                  |
| 1.   | Dominic Thiem         | 8    | Rio Open, Rio de Janeiro | Terra rossa | 1T    | 6–3, 6–3         |
| 2.   | Juan Martín del Potro | 8    | Madrid Open, Madrid      | Terra rossa | 2T    | 6–3, 2–6, 7–5    |
| 2023 |                       |      |                          |             |       |                  |
| 3.   | Casper Ruud           | 3    | Auckland Open, Auckland  | Cemento     | 2T    | 3–6, 6–3, 7–6(5) |

## Risultati in progressione

### Singolare
| V | F | SF | QF | #T | RR | Q# | A | Z# | PO | O | F-A | SF-B | ND |

(V) Torneo vinto; raggiunto (F) finale, (SF) semifinale, (QF) quarti di finale, (#T) turni 4, 3, 2, 1; (RR) round - robin; (Q#) Turno di qualificazione; (A) assente dal torneo; (Z#) Zona gruppo Coppa Davis/Fed Cup (con indicazione numero); (PO) play-off Coppa Davis o Fed Cup; vinto un (O) oro, (F-A) argento o (SF-B) bronzo ai Giochi Olimpici; (ND) torneo non disputato.
Aggiornati agli Australian Open 2025.
| Torneo                       | 2015 | 2016 | 2017          | 2018          | 2019          | 2020          | 2021 | 2022          | 2023          | 2024 | 2025 | V-S   |
| Grande Slam                  |      |      |               |               |               |               |      |               |               |      |      |       |
| Australian Open              | A    | Q1   | Q2            | 1T            | 1T            | 1T            | 1T   | 1T            | 2T            | 1T   | Q2   | 1–7   |
| Roland Garros                | Q1   | 1T   | Q2            | 1T            | 3T            | 1T            | 3T   | 2T            | 1T            | 1T   |      | 5–8   |
| Wimbledon                    | A    | A    | Q1            | 1T            | 2T            | ND            | 2T   | 1T            | 3T            | 1T   |      | 4–6   |
| US Open                      | Q1   | Q2   | A             | 2T            | 1T            | 1T            | 1T   | 1T            | 3T            | 2T   |      | 4–7   |
| Vittorie-Sconfitte           | 0–0  | 0–1  | 0–0           | 1–4           | 3–4           | 0–3           | 3–4  | 1–4           | 5–4           | 1–4  | 0–0  | 14–28 |
| Tornei per squadre nazionali |      |      |               |               |               |               |      |               |               |      |      |       |
| Giochi Olimpici              | ND   | A    | Non disputati | Non disputati | Non disputati | Non disputati | A    | Non disputati | Non disputati | A    | ND   | 0–0   |
| Coppa Davis                  | A    | A    | SF            | 1T            | A             | A             | A    | RR            | SF            | GM I |      | 5–5   |
| Vittorie-Sconfitte           | 0–0  | 0–0  | 0–1           | 1–1           | 0–0           | 0–0           | 0–0  | 1–1           | 3–1           | 0–1  |      | 5–5   |